# Hydrocanthus levigatus
Hydrocanthus levigatus là một loài bọ cánh cứng trong họ Noteridae. Loài này được Brullé miêu tả khoa học đầu tiên năm 1837.